# Australasian Journal of Dermatology
Das Australasian Journal of Dermatology, abgekürzt Australas. J. Dermatol., ist eine wissenschaftliche Fachzeitschrift, die vom Wiley-Blackwell-Verlag im Auftrag des Australasian College of Dermatologists veröffentlicht wird. Die Zeitschrift wurde 1951 unter dem Namen Australian Journal of Dermatology gegründet und erweiterte 1967 den Namen auf Australasian Journal of Dermatology. Sie erscheint mit vier Ausgaben im Jahr. Es werden Arbeiten aus allen Bereichen der Dermatologie einschließlich der Dermatopathologie und der medizinischen Mykologie veröffentlicht.
Der Impact Factor lag im Jahr 2014 bei 1,106. Nach der Statistik des ISI Web of Knowledge wird das Journal mit diesem Impact Factor in der Kategorie Dermatologie an 43. Stelle von 63 Zeitschriften geführt.